# Бреге 19
Бреге 19 (фр. Breguet 19, Bre 19, бр.19) је био лаки бомбардер и извиђач, који је коришћен и за дугачке прелете, конструисан је и произвођен у француској фабрици авиона Бреге од 1924. године.

## Пројектовање и развој
Бреге 19 је пројектован на основу веома успешног претходника из Првог светског рата вишенаменског лаког бомбардера-извиђача Бреге 14. Авион је пројектован са класичним фиксним трапом, двокрилац двосед са отвореним пилотским кабинама, линијским мотором. Прототип је полетео марта месеца 1922. године а након успешног тестирања француско ратно ваздухопловство је наручило ове авионе за своје потребе. Авион је био веома брз, био је бржи од многих ловаца а припадао је класи лаки бомбардер-извиђач, стога је за овај авион владало велико интересовање у свету. Масовна производња авиона Бреге 19 за Ратно ваздухопловство Француске и извоз почео је 1924. године. По лиценци је произвођен у Шпанији, Белгији и Југославији а у Француској је поред фабрике Бреге авион прављен још и у фабрикама Фарман и Амио. Укупно је направљено око 2.700 примерака ових авиона.

### Технички опис
Бреге 19 је био двокрилац са доњим крилом мањим од горњег, крилца за управљање су се налазила само на горњим крилима. Између крила је постојала по једна метална коса упорница са сваке стране. Конструкција авиона је била потпуно метална од дуралуминијума пресвучена платном. Труп авиона је био овалног облика а предњи део авиона (мотор) је био обложен дуралуминијумским лимом. Стајни трап авиона Бреге 19 је фиксан (неувлачећи) са осовином а амортизација је помоћу еластичних точкова са сандовима. На репу се налази метална дрљача са две еластичне везе, један крај је везан сандом (гуменим ужетом) за конструкцију репа а средина је везана за цилиндричну вођицу у којој се налази спирална опруга.
На авион су уграђивани разни мотори:
- Рено 12Kb (336 kW/450 KS), 12Kd (357 kW/480KS)-V12,
- Лорен-Дитрих 12Db (298 kW/400KS) - V12,
- Лорен-Дитрих 12Eb (336 kW/450KS) - W12,
- Хиспано-Суиза 12Ha (336 kW/450KS), 12Hb (373 kW/500KS)-V12,
- Фарман 12W (373 kW/500KS),
- Гноме-Роне 9Ab Јупитер (313 kW/420KS) (радијални, ваздухом хлађени мотор уграђиван на југословенске Бреге 19),
- Хиспано-Суиза 12 (478 kW/650KS)-V12, (V распоред цилиндара, водом хлађени мотор уграђиван на југословенске Бреге 19-7)
- Рајт-Циклон F-56 (572 kW/778KS) (радијални, ваздухом хлађени мотор уграђиван на југословенске Бреге 19-8),
- Напијер Лион XI (336 kW/450KS)- W12, (W распоред цилиндара, водом хлађени мотор уграђен на 1 југословенски Бреге 19 Напијер)
- Гноме-Роне 14 Кбрс Мистрал Мајор (510 kW/690KS) (радијални, ваздухом хлађени мотор уграђен на југословенске Бреге 19 прототип),
- Лорен-Дитрих 12Хфрс Петрел (536 kW/720KS)(мотор уграђен на југословенске Бреге 19 прототип)

Авион Бреге 19 је био наоружан фиксним предњим митраљезом Викерс 7,7 mm, са уређајем за синхронизацију (пуцање кроз обртно поље елисе) којим је гађао пилот. Нишанђија (осматрач) који је седео на другом седишту имао је на располагању два митраљеза Луис 7,7 mm на обртном постољу а у неким варијантама је авион био опремљен трећим митраљезом којим се пуцало кроз под нишанђије. Извиђачка варијанта је била опремљена камером за фото снимање а бомбардерска варијанта је могла да понесе 472kg бомби подвешане испод трупа авиона и 50kg бомби у унутрашњости авиона. Обе варијанте су биле опремљене радио-станицом.

## Варијанте авиона Бреге 19
- Бреге 19-01 - први прототип Бреге 19 полетео марта месеца 1922. године,
- Бреге 19-02 - други прототип израђен за ваздухопловство Краљевине СХС/Краљевине Југославије,
- Бреге 19-А2 - извиђачки авион двосед,
- Бреге 19-Б2 - лаки бомбардер двосед,
- Бреге 19-Ц2 - тешки ловац и
- Бреге 19-ЦН2 - ноћни ловац ове две варијанте су потпуно исте као и авион Бреге 19-Б2 с тим што је напред имао два митраљеза за разлику од бомбардера,
- Бреге 19-ГР (Grand Raid) - авион развијен за спортске потребе намена му је била постављање светских рекорда у авијацији. имао је повећане резервоаре горива 2.920 литара повећан распон крила 15,9 m, и користили су јаче моторе од 373 до 447kW, произведени су током 1925. и 1926. године,
- Бреге 19-ТР Бидон - такође спортски авион побољшане аеродинамике, са даљим повећањем резервоара и допунским резервоарима у крилима укупно 4.125 литара направљен 1927. године,
- Бреге 19-Супер Бидон - авион направљен за прекоокеанске летове, изграђен 1929. године, са резервоарима 5.180 литара (касније повећано на 5.580 литара), са измењеним трупом и повећаним распоном крила на 18,30 m, покретао га је мотор Хиспано-Суиза 12Лб снаге 447kW (касније повећана на 485kW),
- Бреге 19-7 - авион развијен за потребе југословенског војног ваздухопловства са мотором Хиспано-Суиза 485kW (650KS), на првих пет ових авиона монтажа мотора је направљена у Француској а остало је произведено у југословенској Фабрици авиона у Краљеву. Поред Југославије ови авиони су коришћени у Румунији и Турској.
- Бреге 19-8 - модификација варијанте авиона Бреге 19-7 са радијалним ваздухом хлађеним мотором Рајт-Циклон ГР-1820 F-56 направљена у југословенској Фабрици авиона у Краљеву, направљено 48 примерака,
- Бреге 19-8 - прототип авиона Бреге 19-7 са мотором Гном-Рон 14Кбрс Мистрал Мајор од 510kW, направљен за југословенско ВВ,
- Бреге 19-9 - прототип авиона Бреге 19-7 са мотором Хиспано-Суиза 12Ybrs од 641kW, направљен за југословенско ВВ,
- Бреге 19-10 - прототип авиона Бреге 19 са мотором Лорен-Дитрих 12Хфрс Петрел од 536kW (720KS), развијен у Југославији,
- Бреге 19-Напијер - прототип авиона Бреге 19 са мотором Напијер Лион XI од 330kW (450KS), развијен у Југославији,
- Бреге 19T - путнички авион са повећаним трупом за смештај 6 путника.

## Оперативно коришћење
Кориштен у Војном ваздухопловству Краљевине Југославије (ВВКЈ) све до 1941. године. ВВКЈ је прве авионе Бреге 19 купило 1924. године, 152 авиона је набављено у Француској а од 1927. почиње лиценцна производња у Југославији у новосаграђеној Државној фабрици авиона у Краљеву. У току педогодишње производње од 1928. до 1932. године у Краљевачкој фабрици авиона је произведено укупно 425 примерака, 119 авиона је било са моторима Лорен снаге 400 и 450 KS, 93 авиона са уграђеним моторима Хиспано Суиза снаге 500 KS, 114 авиона са моторима Громе-Роне Јупитер снаге 420 KS, 51 авион Бреге 19-7 са мотором Хиспано Суиза снаге 650 KS и 48 авиона са Рајт Циклон снаге 775 KS. За Бреге 19 може се казати да је у другој половини 1920-их спадао у најбоље авионе свог времена. Краљевина Југославија имала је неких 577 ових авиона, у поређењу, Француска је имала до неких 1.000 авиона типа Бреге 19. Авиони су коришћени за намену за коју су и пројектовани лаки бомбардер и извиђачки авион.

## Постављени рекорди
Бреге 19 је на међународном брзинском такмичењу војних авиона у Мадриду 17. фебруара 1923. освојио прво место. Дана 12. марта 1923. такође на међународном такмичењу овај авион је поставио висински рекорд попевши се на висину од 5.992 метра са оптерећењем од 500 kg.
Авионом Бреге 19 су постигнути многи рекорди у дужини лета ево неколико:
1. Едмонд Тифри је фебруара 1925. прелетео од Брисела до Леополдвила (Конго) централна Африка прелетевши 8.900 km,
2. два авиона које је купио јапански дневни лист Асахи Шимбун са пилотима Х. Абе и К. Кавачи су у јулу месецу 1925. године прелетели руту Токио-Париз-Лондон тј. 13.800 km,
3. пољска посада са пилотом Б. Орлинским је у периоду од 27. 08. до 25. септембра 1926. године прелетела руту Варшава-Токио и назад преваливши притом 10.300 km иако им је једно доње крило било поломљено,
4. у периоду од 1927. до 1930. године ови авиони су коришћени у тркама Пољска – Мала Атанта са румунским, пољским и југословенским посадама.

Поред ових рекорда овим авионом су такође постављени многи рекорди у дужини непрекидног лета то са авионима са додатним резервоарима за гориво Бреге 19 ГРС и ТРС:
1. Арачарт и Лематре су прелетели од Париза – Вила Киснерос 3.166 km, за 24 и по сата 2-3. фебруара 1925. године,
2. Жириер и Дордили су 14. и 15. јула 1926. године прелетели 4.716 km, на релацији Париз – Омск,
3. претходни рекорд је потучен већ 31. 08. и 1. 09. исте године Чајл и Вајсер са раздаљином од 5.174 km,
4. Д. Костес и Ригнот су већ 28. октобра 1926. године поставили нов рекорд од 5.450 km,
5. у периоду од 10. октобра 1927. до 14. априла 1928. Костес и Ле Брикс су извели пут око света преваливши 57.000 km, стим што су дистанцу између Сан Франциска и Токија превалили бродом.

Авионом Бреге 19 Супер Бидон који је пројектован за трансатлантске летове оборени су следећи рекорди:
1. Д. Костес и М. Белонте поставили су рекорд у прелету 7.906 km, између Париза и Моуларт-а, 27.-29. септембра 1929. године,
2. иста посада је 1. и 2. септембра 1930. године од Париза до Њујорка превалила 6.200 km,
3. други Супер Бидон са шпанском посадом М. Барберан и Ј. Колар Сера обавили су трансатлантски лет Севиља – Куба 10. и 11. јуна 1933. године.

### Авион Бреге 19 у Другом светском рату
У ВВКЈ је Априлски рат дочекало 38 примерака Бреге 19-7 и 48 примерака Бреге 19-8. Немци су заробили само један Бреге 19-7, остали су уништени. Све мање или више оштећене авионе које су Немци заробили предали су својим савезницима ваздухопловству НДХ а они су их поправили у земунским фабрикама и Фабрици авиона у Краљеву тако да је у Хрватском ратном зракопловству од 1941. до 1945. године овај авион коришћен у борбеним дејствима. Укупно их је било 50 примерака и то са моторима Лорен, Јупитер, Хиспано-Суиза и Рајт - Циклон. Авион Бреге 19 се показао као погодан авион за противпартизанска дејства у условима потпуне превласти у ваздушном простору и слабе ПА одбране противника. У НДХ су усташе овај авион користиле против партизана. С обзиром да су овим авионом хрватски пилоти прелетали на партизанску страну (нарочито при крају рата) ови авиони су били међу првима у саставу партизанске авијације. Након ослобођења неколико ових авиона је још извесно време коришћен у ЈРВ.

## Земље које су користиле овај авион
| - Југославија - НДХ - Француска - Пољска - Белгија - Шпанија - Турска - Грчка - Уједињено Краљевство - Италија | - Румунија - Аргентина - Бразил - Венецуела - Боливија - Уругвај - Република Кина - Јапан - СССР - Иран |